# Norah Royds

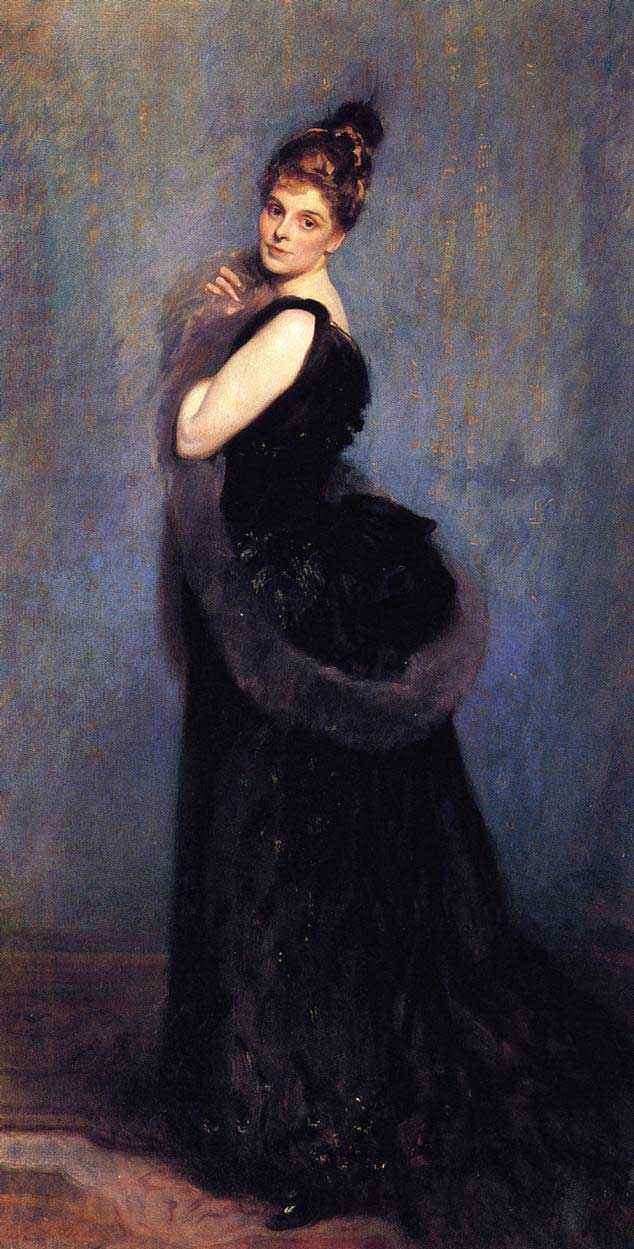
Mrs George Gribble (Norah Royds) von John Singer Sargent, 1888

Norah Royds Gribble (* 5. April 1859 in Great Boughton, Cheshire; † 8. März 1923 in Preston, Hertfordshire) war eine britische Künstlerin und Mäzenin. Bekannt wurde sie vor allem durch ihr Porträt von John Singer Sargent und ihre Wandmalereien in Henlow Grange.

## Leben
Norah Royds wurde 1859 in Great Boughton in der Grafschaft Cheshire geboren. Am 27. Juli 1881 heiratete sie in Chester den Londoner Kaufmann George James Gribble. Das Paar hatte sechs Kinder, darunter die Künstlerin Vivien Gribble und Julian Royds Gribble, der im Ersten Weltkrieg mit dem Victoria Cross ausgezeichnet wurde und 1918 in deutscher Kriegsgefangenschaft an den Folgen der Spanischen Grippe starb. Norah Gribble war eng mit der Familie des Kunsthistorikers Paul Oppé befreundet. Zwischen 1917 und 1923 schrieb sie zahlreiche Briefe an seine Frau Valentine, die heute im Paul Oppé Archiv aufbewahrt werden.

## Werk
Norah Gribble war ausgebildete Künstlerin und Absolventin der Slade School of Art. Ihre bekanntesten Werke sind die Wandmalereien im Familiensitz Henlow Grange in Bedfordshire, insbesondere der sogenannte Peacock Room. 1888 malte der amerikanische Maler John Singer Sargent ein ganzfiguriges Porträt von ihr, das heute unter dem Titel Mrs George Gribble (Norah Royds) bekannt ist. Das Gemälde zeigt sie in einem schwarzen Kleid mit Pelzstola und befindet sich in der Sammlung des Art Museum of Western Virginia.